# Dizzy Reed
Pour les articles homonymes, voir Reed.
Darren Reed, né le 18 juin 1963 à Hinsdale, dans l'Illinois (États-Unis), plus connu sous son nom de scène Dizzy Reed, est le claviériste du groupe de hard rock Guns N' Roses depuis 1990.

## Biographie
Proche du groupe depuis les années 1980, lorsque ceux-ci se produisaient au Sunset Strip, il a également fondé le groupe The Wild et est claviériste et chanteur du groupe de reprises Hookers & Blow. Il se marie en 1990 avec sa femme Lisa, avec qui il a eu deux filles. Ils ont divorcé en 2010.

## Discographie

### Avec Guns N' Roses
| Titre                   | Date | Label  |
| ----------------------- | ---- | ------ |
| Use Your Illusion I     | 1991 | Geffen |
| Use Your Illusion II    | 1991 | Geffen |
| The Spaghetti Incident? | 1993 | Geffen |
| Chinese Democracy       | 2008 | Geffen |

### En solo
| Titre                   | Date | Label                |
| ----------------------- | ---- | -------------------- |
| Rock 'N Roll Ain't Easy | 2018 | Golden Robot Records |

### Avec The Dead Daisies
| Titre            | Date | Label            |
| ---------------- | ---- | ---------------- |
| The Dead Daisies | 2013 | Spitfire Records |
| Revolución       | 2015 | Spitfire Records |

### Avec Johnny Crash
| Titre               | Date                 | Label           |
| ------------------- | -------------------- | --------------- |
| Unfinished Business | 2008 (recorded 1990) | Suncity Records |

### En invité
| Titre                       | Artiste                  | Date | Label              |
| --------------------------- | ------------------------ | ---- | ------------------ |
| Coneheads soundtrack        | Various Artists          | 1993 | Warner Bros.       |
| Believe in Me               | Duff McKagan             | 1993 | Geffen Records     |
| Pawnshop Guitars            | Gilby Clarke             | 1994 | Virgin             |
| It's Five O'Clock Somewhere | Slash's Snakepit         | 1995 | Fontana Records    |
| Playtime                    | Michael Zentner          | 1995 | Warped Disc        |
| Not What I Had Planned      | Maissa                   | 1996 | Sonic              |
| Copper Wires                | Larry Norman             | 1996 | Solid Rock Records |
| Steinway to Heaven          | Various Artists          | 1997 | Magna Carta        |
| Electrovision               | Doug Aldrich             | 2001 | Pony Canyon        |
| Hammered                    | Motörhead                | 2002 | Castle             |
| Ready to Go                 | Bang Tango               | 2004 | Shrapnel           |
| Village Gorilla Head        | Tommy Stinson            | 2004 | EMI                |
| Strangeland                 | Court Jester             | 2006 | Cellar Records     |
| Gilby Clarke                | Gilby Clarke             | 2007 | Spitfire           |
| Backyard Babies             | Backyard Babies          | 2008 | Universal          |
| Spirit of Christmas         | Northern Light Orchestra | 2009 | EMICMG             |